# Ena Begović
Ena Begović, hrvaška igralka, * 8. julij 1960, Trpanj, Hrvaška, † 15. avgust 2000, Postira.
Znana je bila kot ena najlepših igralk in seks simbol nekdanje Jugoslavije.

## Življenjepis
Rodila se je v kraju Trpanj na polotoku Pelješac kot prvi otrok uradnika Nikole Begovića in njegove žene Terezije. Imela je še mlajšo sestro Mio. V gimnaziji v Dubrovniku je postala članica dijaškega gledališča, na eni od njihovih predstav leta 1978 jo je opazil režiser Lordan Zafranović in ji ponudil manjšo vlogo v svojem filmu Okupacija v 26 slikah. V tem času še ni nameravala kariere posvetiti igri, zato je po končani srednji šoli najprej vpisala študij prava na Pravni fakulteti v Zagrebu. V Zagrebu pa ji je režiser Ljubiša Ristić ponudil vlogo v svojem televizijskem filmu Ivan Goran Kovačić, v katerem je zaigrala ob Radetu Šerbedžiji. Šele na prigovarjanje njega in ostalih, ki so prepoznali njen talent, se je prepisala na Akademijo za gledališče, film in televizijo (zdaj Akademija dramske umetnosti v Zagrebu).
Že med študijem je začela dobivati pomembnejše filmske in televizijske vloge, zaslovela po vsej Jugoslaviji pa je s čutnim nastopom v Zafranovićevem filmu Padec Italije leta 1981. Od takrat je bila redno na naslovnicah revij po vsej takratni državi. Kljub temu se je po diplomi leta 1983 bolj posvetila gledališču in se je redkeje pojavljala v filmih. Postala je članica Hrvaškega narodnega gledališča v Zagrebu, kjer je ostala do konca življenja. Uprizarjala je raznolike like, od klasičnih do modernih, skupno več deset vlog, kot so Desdemona (Hamlet), Antigona, Ana Karenina, Tevta ipd.
Njene igralske veščine so bile prepoznane ob nastopu v filmu Gospoda Glembajevi režiserja Antuna Vrdoljaka (1988), za katero je bila izbrana za najboljšo stransko igralko na Puljskem filmskem festivalu, a je nagrado zlata arena zavrnila, saj je menila, da je njena vloga glavna. Kasneje je prejela zlato areno za glavno vlogo v filmu Treća žena režiserja Zorana Tadića (1997).
V 1990. letih je bila več pozornosti medijev deležna njena zasebnost, pri čemer pa o njenem ljubezenskem življenju ni bilo veliko znanega. Bila je osamljena, z le nekaj bližnjimi prijatelji. Poleti 1996 je povzročila prometno nesrečo, v kateri je umrl kolesar, zaradi česar je bila obsojena na osemmesečno zaporno kazen. Junija 2000 se je poročila s podjetnikom Josipom Radeljakom, kmalu po tistem se jima je rodila hči. Vendar je Ena Begović že sredi avgusta istega leta na dopustu z družino na Braču umrla v prometni nesreči, ko se je avto, v katerem je bila sopotnica, prevrnil po bregu. Pokopana je na »aleji velikanov« na zagrebškem pokopališču Mirogoj.

## Filmografija
| Leto | Naslov                      | Vloga             | Opombe            |
| ---- | --------------------------- | ----------------- | ----------------- |
| 1978 | Okupacija v 26 slikah       | Skojevka          | nepodpisana       |
| 1980 | Luda kuća                   | Maja Benić        |                   |
| 1981 | Padec Italije               | Veronika          |                   |
| 1981 | Piknik u Topoli             | Jelena            |                   |
| 1982 | Idemo dalje                 | Milica            |                   |
| 1982 | Hoću živjeti                | Tereza Perić      |                   |
| 1987 | Kraljeva završnica          | Višnja Kralj      |                   |
| 1988 | Glembajevi                  | baronica Castelli |                   |
| 1989 | Balkan ekspres 2            | Danka             |                   |
| 1990 | Karneval, anđeo i prah      | Frida             | (segment »Anđeo«) |
| 1990 | Smrtonosno nebo             | ga. Sumner        |                   |
| 1991 | Čaruga                      | Svilena           |                   |
| 1997 | Treća žena                  | Hela Martinić     |                   |
| 1998 | Tri muškarca Melite Žganjer | Maria             |                   |
| 1998 | Agonija                     | Laura Lenbach     |                   |
| 1999 | Četverored                  | Mirta Mesog       |                   |